# Jelyzaveta Bryzhina
Jelizaveta Viktorivna Bryzhina (ukrainska: Єлізавета Вікторівна Бризгіна), född den 28 november 1989 i Lugansk, Ukrainska SSR Sovjetunionen,, är en ukrainsk friidrottare som tävlar i sprint. Hon är dotter till Olha Bryzhina och Viktor Bryzhin två av 1980-talets främsta sovjetiska sprintlöpare. 
Bryzhina deltog vid EM 2010 där hon blev silvermedaljör på 200 meter och sprang sista sträckan i det ukrainska stafettlag på 4 x 100 meter som något oväntat vann guldet före storfavoriterna Frankrike.

## Personliga rekord
- 100 meter - 11,44 från 2007
- 200 meter - 22,44 från 2010